# تصفيات كأس العالم 2006 – أوروبا المجموعة 4
المجموعة الرابعة من تصفيات أوروبا المؤهلة إلى بطولة كأس العالم لكرة القدم 2006 في ألمانيا ضمت منتخبات قبرص، جزر فارو، فرنسا، جمهورية إيرلندا، إسرائيل، وسويسرا.
حقق منتخب فرنسا المركز الأول وتأهل مباشرة إلى بطولة كأس العالم بينما احتل منتخب سويسرا المركز الثاني وانتقل إلى الملحق الأوروبي.

## الترتيب
| المنتخب         | لعب | الفوز | التعادل | الخسارة | له | عليه | الفارق | النقاط |
| --------------- | --- | ----- | ------- | ------- | -- | ---- | ------ | ------ |
| فرنسا           | 10  | 5     | 5       | 0       | 14 | 2    | +12    | 20     |
| سويسرا          | 10  | 4     | 6       | 0       | 18 | 7    | +11    | 18     |
| إسرائيل         | 10  | 4     | 6       | 0       | 15 | 10   | +5     | 18     |
| جمهورية أيرلندا | 10  | 4     | 5       | 1       | 12 | 5    | +7     | 17     |
| قبرص            | 10  | 1     | 1       | 8       | 8  | 20   | −12    | 4      |
| جزر فارو        | 10  | 0     | 1       | 9       | 4  | 27   | −23    | 1      |

## النتائج
| جمهورية أيرلندا                                   | 3 – 0     | قبرص |
| ------------------------------------------------- | --------- | ---- |
| كلينتون موريسون 33' · أندي ريد 38' · روبي كين 54' | (التقرير) |      |

| سويسرا                                               | 6 – 0     | جزر فارو |
| ---------------------------------------------------- | --------- | -------- |
| يوهان فونلانثون 10' 14' 57' · ألكسندر ري 29' 44' 55' | (التقرير) |          |

| فرنسا | 0 – 0     | إسرائيل |
| ----- | --------- | ------- |
|       | (التقرير) |         |

| جزر فارو | 0 – 2     | فرنسا                              |
| -------- | --------- | ---------------------------------- |
|          | (التقرير) | لودوفيك جيولي 32' · جبريل سيسي 73' |

| سويسرا          | 1 – 1     | جمهورية أيرلندا    |
| --------------- | --------- | ------------------ |
| هاكان ياكين 17' | (التقرير) | كلينتون موريسون 8' |

| إسرائيل                          | 2 – 1     | قبرص                    |
| -------------------------------- | --------- | ----------------------- |
| يوسي بن عيون 64' · وليد بدير 75' | (التقرير) | ميخاليس كونستانتينو 59' |

| قبرص                                        | 2 – 2     | جزر فارو                                  |
| ------------------------------------------- | --------- | ----------------------------------------- |
| ميخاليس كونستانتينو 15' · إيوانيس أوكاس 81' | (التقرير) | كلاوس بيخ يورجنسن 21' · روغفي جاكوبسن 43' |

| إسرائيل             | 2 – 2     | سويسرا                                  |
| ------------------- | --------- | --------------------------------------- |
| يوسي بن عيون 9' 48' | (التقرير) | أليكساندر فري 26' · يوهان فونلانثون 34' |

| فرنسا | 0 – 0     | جمهورية أيرلندا |
| ----- | --------- | --------------- |
|       | (التقرير) |                 |

| جمهورية أيرلندا              | 2 – 0     | جزر فارو |
| ---------------------------- | --------- | -------- |
| روبي كين 14' (ركلة جزاء) 32' | (التقرير) |          |

| قبرص | 0 – 2     | فرنسا                               |
| ---- | --------- | ----------------------------------- |
|      | (التقرير) | سيلفان ويلتورد 38' · تييري هنري 72' |

| قبرص              | 1 – 2     | إسرائيل                         |
| ----------------- | --------- | ------------------------------- |
| إيوانيس أوكاس 45' | (التقرير) | أدورام كيسي 17' · أفي نيمني 86' |

| إسرائيل       | 1 – 1     | جمهورية أيرلندا     |
| ------------- | --------- | ------------------- |
| عباس صوان 90' | (التقرير) | كلينتون موريسون 43' |

| فرنسا | 0 – 0     | سويسرا |
| ----- | --------- | ------ |
|       | (التقرير) |        |

| سويسرا            | 1 – 0     | قبرص |
| ----------------- | --------- | ---- |
| أليكساندر فري 87' | (التقرير) |      |

| إسرائيل       | 1 – 1     | فرنسا              |
| ------------- | --------- | ------------------ |
| وليد بدير 83' | (التقرير) | ديفيد تريزيغيه 50' |

| جزر فارو          | 1 – 3     | سويسرا                                 |
| ----------------- | --------- | -------------------------------------- |
| روغفي جاكوبسن 70' | (التقرير) | رافايل فيكي 25' · ألكسندر فراي 72' 84' |

| جمهورية أيرلندا             | 2 – 2     | إسرائيل                       |
| --------------------------- | --------- | ----------------------------- |
| إيان هارت 5' · روبي كين 11' | (التقرير) | أفي يميل 39' · أفي نيمني 46+' |

| جزر فارو | 0 – 2     | جمهورية أيرلندا                 |
| -------- | --------- | ------------------------------- |
|          | (التقرير) | إيان هارت 51' · كيفن كيلبان 59' |

| جزر فارو | 0 – 3     | قبرص                                                          |
| -------- | --------- | ------------------------------------------------------------- |
|          | (التقرير) | ميخاليس كونستانتينو 39' 77' (ركلة جزاء) · أسيماكيس كراساس 95' |

| سويسرا          | 1 – 1     | إسرائيل         |
| --------------- | --------- | --------------- |
| ألكسندر فراي 6' | (التقرير) | أدورام كيسي 20' |

| فرنسا                                         | 3 – 0     | جزر فارو |
| --------------------------------------------- | --------- | -------- |
| جبريل سيسي 14' 76' · سوني أولسين 18' (بالخطأ) | (التقرير) |          |

| جزر فارو | 0 – 2     | إسرائيل                         |
| -------- | --------- | ------------------------------- |
|          | (التقرير) | أفي نيمني 54' · يانيف كاتان 79' |

| جمهورية أيرلندا | 0 – 1     | فرنسا          |
| --------------- | --------- | -------------- |
|                 | (التقرير) | تييري هنري 68' |

| قبرص                    | 1 – 3     | سويسرا                                                   |
| ----------------------- | --------- | -------------------------------------------------------- |
| إفستاتيوس ألونيفتيس 35' | (التقرير) | ألكسندر فراي 15' · فيليب سينديروس 71' · دانييل غيغاس 84' |

| قبرص | 0 – 1     | جمهورية أيرلندا |
| ---- | --------- | --------------- |
|      | (التقرير) | ستيفن إليوت 6'  |

| سويسرا             | 1 – 1     | فرنسا          |
| ------------------ | --------- | -------------- |
| لودوفيك مانيان 80' | (التقرير) | جبريل سيسي 53' |

| إسرائيل                               | 2 – 1     | جزر فارو              |
| ------------------------------------- | --------- | --------------------- |
| يوسي بن عيون 1' · مايكل زاندبرغ 90+1' | (التقرير) | سيمون صامويلسون 90+3' |

| جمهورية أيرلندا | 0 – 0     | سويسرا |
| --------------- | --------- | ------ |
|                 | (التقرير) |        |

| فرنسا                                                                           | 4 – 0     | قبرص |
| ------------------------------------------------------------------------------- | --------- | ---- |
| زين الدين زيدان 29' · سيلفان ويلتورد 32' · فيكاش دوراسو 44' · لودوفيك جيولي 84' | (التقرير) |      |

## الهدافون
| المركز | اللاعب              | المنتخب         | الأهداف |
| ------ | ------------------- | --------------- | ------- |
| 1      | ألكسندر فراي        | سويسرا          | 6       |
| 2      | جبريل سيسي          | فرنسا           | 4       |
| 2      | روبي كين            | جمهورية أيرلندا | 4       |
| 2      | يوسي بن عيون        | إسرائيل         | 4       |
| 2      | يوهان فونلانثون     | سويسرا          | 4       |
| 6      | ميخاليس كونستانتينو | قبرص            | 3       |
| 6      | كلينتون موريسون     | جمهورية أيرلندا | 3       |
| 6      | أدورام كيسي         | إسرائيل         | 3       |
| 6      | أفي نيمني           | إسرائيل         | 3       |
| 6      | ألكسندر ري          | سويسرا          | 3       |